# Фонтелла Басс
Фонтелла Басс (англ. Fontella Bass; 3 липня 1940, Сент-Луїс — 26 грудня 2012, Сент-Луїс) — американська співачка в стилях соул, ритм-енд-блюз, поп.
Народилася в сім'ї музикантів, з 6 років співала госпел. У соул прийшла в підлітковому віці.
Фонтелла Басс відома піснею «Rescue Me», яка стала справжнім хітом. Композиція вперше прозвучала в 1965 році. Пізніше її не раз переспівували Шер, Том Джонс, Арета Франклін, Браян Феррі і багато інших. Через рік Басс була номінована на премію Греммі як найкраща вокалістка в жанрі популярної музики.
Крім цього Басс прославилася хітами, виконаними в дуеті з Боббі МакКлюром. У числі таких пісень були «Don't Mess Up A Good Thing» і «You'll Miss Me When I'm Gone».
В останні роки вона також співпрацювала з молодими музикантами. Зокрема, з командою The Cinematic Orchestra, записавши з ними два альбоми — «Every Day» і «Ma Fleur».
Була одружена зі знаменитим джазовим музикантом Лестером Бові, в шлюбі народила четверо дітей.
Фонтанелла Басс померла 2012 на своїй батьківщині в Сент-Луїсі, штат Міссурі, від ускладнень, викликаних серцевим нападом.